# Iarmaroc

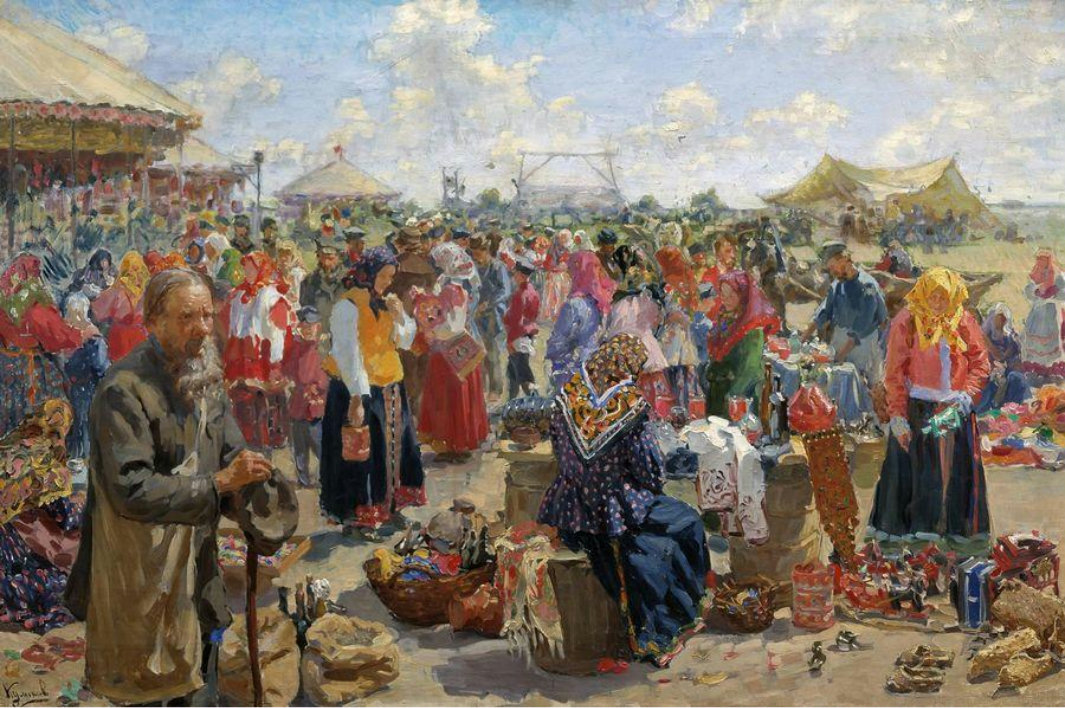
„Iarmaroc” în Rusia, pictură de Ivan Kulikov (1910)

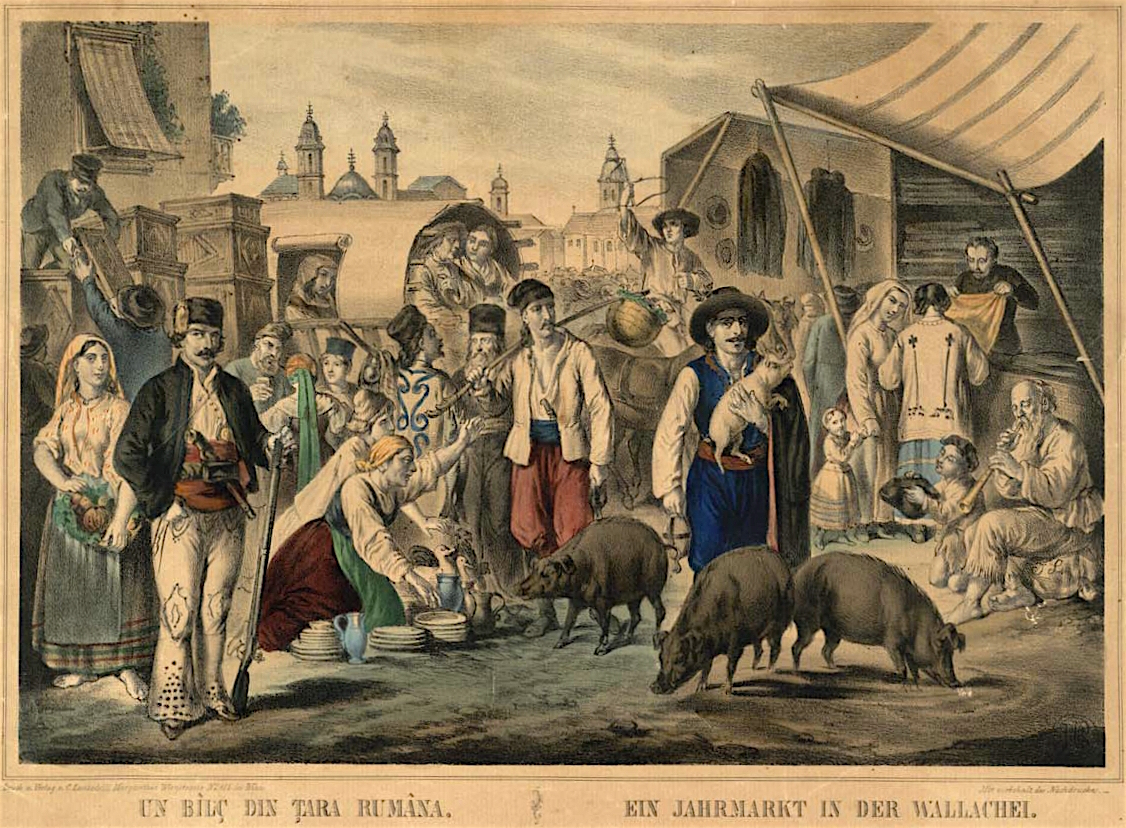
„Iarmaroc în Țara Românească”, gravură de Karl Lanzedelly (în jur de 1865)

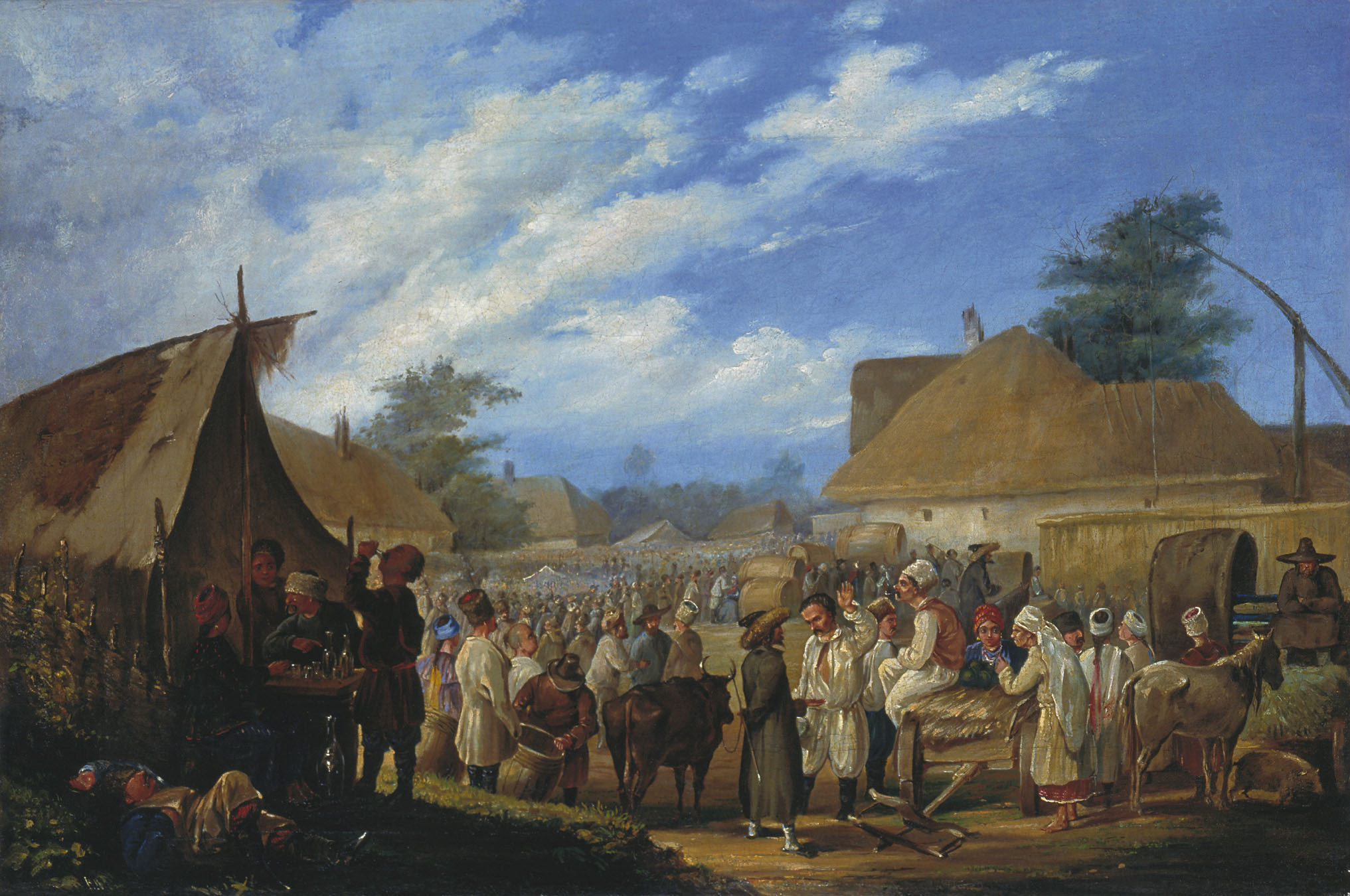
„Iarmaroc în Ucraina”, pictură de Vasili Șternberg

Iarmarocul (din germană jahrmarkt – jahr, an, și markt, tîrg, în ucraineană ярмарок, iarmarok) este un târg anual organizat la date fixe sau cu ocazia unor evenimente deosebite.

## Istorie
În țările române, iarmaroacele (numite și „târguri” când deveneau permanente sau „bâlciuri” când erau însoțite de spectacole și petreceri populare) se țineau cu precădere la sărbătorile și evenimentele importante ale anului, precum Crăciunul, Paștile și toamna în funcție de culesul produselor agricole. Acolo se comercializau și desfăceau produsele agricole, animalele și mărfurile negustorilor și meșteșugarilor veniți din alte zone pentru a găsi clienți.
Iarmaroacele aduceau mari venituri atât pentru vânzători cât și pentru autoritățile care asigurau paza și preluau taxe și reprezentau evenimente importante in secolul al XV-lea și mai târziu.

## Citate din opere
- Boii tăi sînt mari și frumoși; ia-i și-i du la iarmaroc, vinde-i și cumpără alții mai mici Ion Creangă, p. 39.
- Mergea dus pe gînduri cu berbecii la iarmaroc, în tîrgul cel mai apropiet ȘEZ. I 98.